# Mongólia miniszterelnökeinek listája
Mongólia miniszterelnöke a legmagasabb tisztség a mongol kormányban. A miniszterelnököt a mongol parlament nevezi ki és bizalmatlansági indítvánnyal lehet eltávolítani.
A miniszterelnöki tisztséget 1912-ben hozták létre, nem sokkal azután, hogy Mongólia kinyilvánította a Kínától való függetlenségét, amit ekkor még sok ország nem ismert el. Miután 1921-ben Mongólia másodszor is függetlenné vált, a hatalom a kommunista Mongol Forradalmi Néppárt kezébe került, a miniszterelnök személyéről is ők döntöttek. Nem sokkal ezután a párt megalapította a Mongol Népköztársaságot, és a miniszterelnöki tisztséget felváltotta a „Népbiztosok Tanácsának Elnöke” cím. Ennek helyébe lépett 1946-ban a „Minisztertanács Elnöke” elnevezés. A miniszterelnöki tisztséget csak 1990-ben állították vissza, amikor a Forradalmi Néppárt fokozatosan elvesztette a hatalmat. Ennek ellenére a mongol miniszterelnököket 1912-től folyamatosan számozzák, tekintet nélkül a tisztség különböző neveire.
|    | Név                             | Név cirill betűkkel        | Hivatalba lépés      | Hivatal elhagyása    | Párt               |
| -- | ------------------------------- | -------------------------- | -------------------- | -------------------- | ------------------ |
| 1  | Tögsz-Ocsirín Namnanszüren      | Төгс-Очирын Намнансүрэн    | 1912. november       | 1919. április        | nincs              |
| 2  | Szandagdordzsín Magszarzsav     | Сандагдоржийн Магсаржав    | 1921. február 15.    | 1921. március        | nincs              |
| 3  | Dambín Csagdardzsav             | Дамбын Чагдаржав           | 1921. március 13.    | 1921. április 16.    | Forradalmi Néppárt |
| 4  | Dogszomín Bodó                  | Догсомын Бодоо             | 1921. április 16.    | 1922. január 7.      | Forradalmi Néppárt |
| 5  | Szodnomín Damdinbadzar          | Содномын Дамдинбазар       | 1922. március 3.     | 1923.                | Forradalmi Néppárt |
| 6  | Balingín Cerendordzs            | Балингийн Цэрэндорж        | 1923. szeptember 28. | 1928. február 13.    | Forradalmi Néppárt |
| 7  | Anandín Amar, először           | Анандын Амар               | 1928. február 21.    | 1930. április 27.    | Forradalmi Néppárt |
| 8  | Cengeltín Dzsigdzsidzsav        | Цэнгэлтийн Жигжиджав       | 1930. április 27.    | 1932. július 2.      | Forradalmi Néppárt |
| 9  | Peldzsidín Genden               | Пэлжидийн Гэндэн           | 1932. július 2.      | 1936. március 2.     | Forradalmi Néppárt |
| 10 | Anandín Amar, másodszor         | Анандын Амар               | 1936. március 22.    | 1939. március 7.     | Forradalmi Néppárt |
| 11 | Horlógín Csojbalszan            | Хорлоогийн Чойбалсан       | 1939. március 24.    | 1952. január 26.     | Forradalmi Néppárt |
| 12 | Jumdzságín Cedenbal             | Юмжаагийн Цэдэнбал         | 1952. január 26.     | 1974. június 11.     | Forradalmi Néppárt |
| 13 | Dzsambín Batmönh                | Жамбын Батмөнх             | 1974. június 11.     | 1984. december 12.   | Forradalmi Néppárt |
| 14 | Dumágín Szodnom                 | Думаагийн Содном           | 1984. december 12.   | 1990. március 21.    | Forradalmi Néppárt |
| 15 | Saravín Gungádordzs             | Шаравын Гунгаадорж         | 1990. március 21.    | 1990. szeptember 11. | Forradalmi Néppárt |
| 16 | Dasín Bjambaszüren              | Дашийн Бямбасүрэн          | 1990. szeptember 11. | 1992. július 21.     | Forradalmi Néppárt |
| 17 | Puncagín Dzsaszraj              | Пунцагийн Жасрай           | 1992. július 21.     | 1996. július 19.     | Forradalmi Néppárt |
| 18 | Mendszajhaní Enhszajhan         | Мэндсайханы Энхсайхан      | 1996. július 19.     | 1998. április 23.    | Demokrata Párt     |
| 19 | Cahiagín Elbegdordzs, először   | Цахиагийн Элбэгдорж        | 1998. április 23.    | 1998. december 9.    | Demokrata Párt     |
| 20 | Dzsanlavín Narancacralt         | Жанлавын Наранцацралт      | 1998. december 9.    | 1999. július 22.     | Demokrata Párt     |
|    | Njam-Oszorín Tuja (megbízott)   | Ням-Осорын Туяа            | 1999. július 22.     | 1999. július 30.     | Demokrata Párt     |
| 21 | Rincsinnjamín Amardzsargal      | Ринчиннямын Амаржаргал     | 1999. július 30.     | 2000. július 26.     | Demokrata Párt     |
| 22 | Nambarín Enhbajar               | Намбарын Энхбаяр           | 2000. július 26.     | 2004. augusztus 20.  | Forradalmi Néppárt |
| 23 | Cahiagín Elbegdordzs, másodszor | Цахиагийн Элбэгдорж        | 2004. augusztus 20.  | 2006. január 13.     | Demokrata Párt     |
| 24 | Mijégombín Enhbold              | Миеэгомбын Энхболд         | 2006. január 25.     | 2007. november 22.   | Forradalmi Néppárt |
| 25 | Szandzságín Bajar               | Санжаагийн Баяр            | 2007. november 22.   | 2009. október 29.    | Forradalmi Néppárt |
| 25 | Szühbátarín Batbold             | Сүхбаатарын Батболд        | 2009. október 29.    | 2012. augusztus 10.  | Forradalmi Néppárt |
| 26 | Norovin Altanhujag              | Норовын Алтанхуяг          | 2012. augusztus 10.  | 2014. november 5.    | Demokrata Párt     |
| 27 | Csimedín Szajhanbileg           | Чимэдийн Сайханбилэг       | 2014. november 21.   | 2016. július 7.      | Demokrata Párt     |
| 28 | Dzsargaltulgín Erdenebat        | Жаргалтулгын Эрдэнэбат     | 2016. július 7.      | 2017. október 4.     | Néppárt            |
| 28 | Uhnágín Hürelszüh               | Ухнаагийн Хүрэлсүх         | 2017. október 4.     | 2021. január 27.     | Néppárt            |
| 29 | Luvsannamsrain Oyun-Erdene      | Лувсаннамсрайн Оюун-Эрдэнэ | 2021. január 27.     |                      | Forradalmi Néppárt |

## Lásd még
- Mongólia elnökeinek listája